# Franco Trappoli
Franco Trappoli, (Orvieto, 5 de novembro de 1947) é um politico do Partido Socialista Italiano, muito conhecido por ter sido o primeiro budista a fazer parte da Câmara dos Deputados da Itália.

## Biografia
Nascido em Orvieto em 1947, forma-se em Ciências económicas e comerciais e foi eleito prefeito de Fano de 1980 até 1983.
Em seguida, foi deputado pelo Partido Socialista Italiano por duas legislaturas, de 1983 até 1987 e de 1994 até 1996.